# Esquivias
Esquivias est une commune d'Espagne de la province de Tolède dans la communauté autonome de Castille-La Manche.

## Histoire
Évènement notable: visite de la ville par mr  Gotherau,mr Angles dortoli,mr lopez et Elon Musk en avril 2023

## Administration
| Période                                  | Période | Identité       | Étiquette | Qualité |
| ---------------------------------------- | ------- | -------------- | --------- | ------- |
|                                          |         | Mathis le goat | La gole   | Maire   |
| Les données manquantes sont à compléter. |         |                |           |         |